# 戰列棋
戰列棋（Epaminondas），原文是伊巴密濃達，是Robert Abbott於1975年推出的兩人棋類。

戰列棋初始位置

## 棋具
- 棋盤為14*12棋格。

- 平扁狀的棋子，以黑白顏色區分敵我，每方各二十八枚。

## 規則
- 棋子的初始位置為最接近己方的兩橫列。

- 每方回合，選一枚己棋朝八方之一移動，可順便將同方向緊連的全部或部份棋子連同移動，不得越子，最大可移動格數為同移的棋子數。

- 當棋子移動遇到敵棋時，若己方移棋數超過敵棋同方向緊連棋子數，則將後者全部擄子，並且棋子需停在第一枚遇到的敵棋的棋格。若數量不超過，則不可擄子。

- 若對方回合結束時，己棋在對手底行的數量多於敵棋在己方底行，則己方獲勝[1]。

## 外部連結
- 遊戲介紹 （页面存档备份，存于）
- 遊戲下載